# اندیس بافق ۱
بافق ۱ یک اندیس غیرفلزی است که در حوالی شهر بافق استان یزد قرار دارد و مادهٔ معدنی موجود در آن، فسفات است.  